# Альт-Цахун
Альт-Цахун (нім. Alt Zachun) — громада в Німеччині, розташована в землі Мекленбург-Передня Померанія. Входить до складу району Людвігслуст-Пархім. Складова частина об'єднання громад Гагенов-Ланд.
Площа — 8,43 км2. Населення становить 369 ос. (станом на 31 грудня 2020).

## Галерея

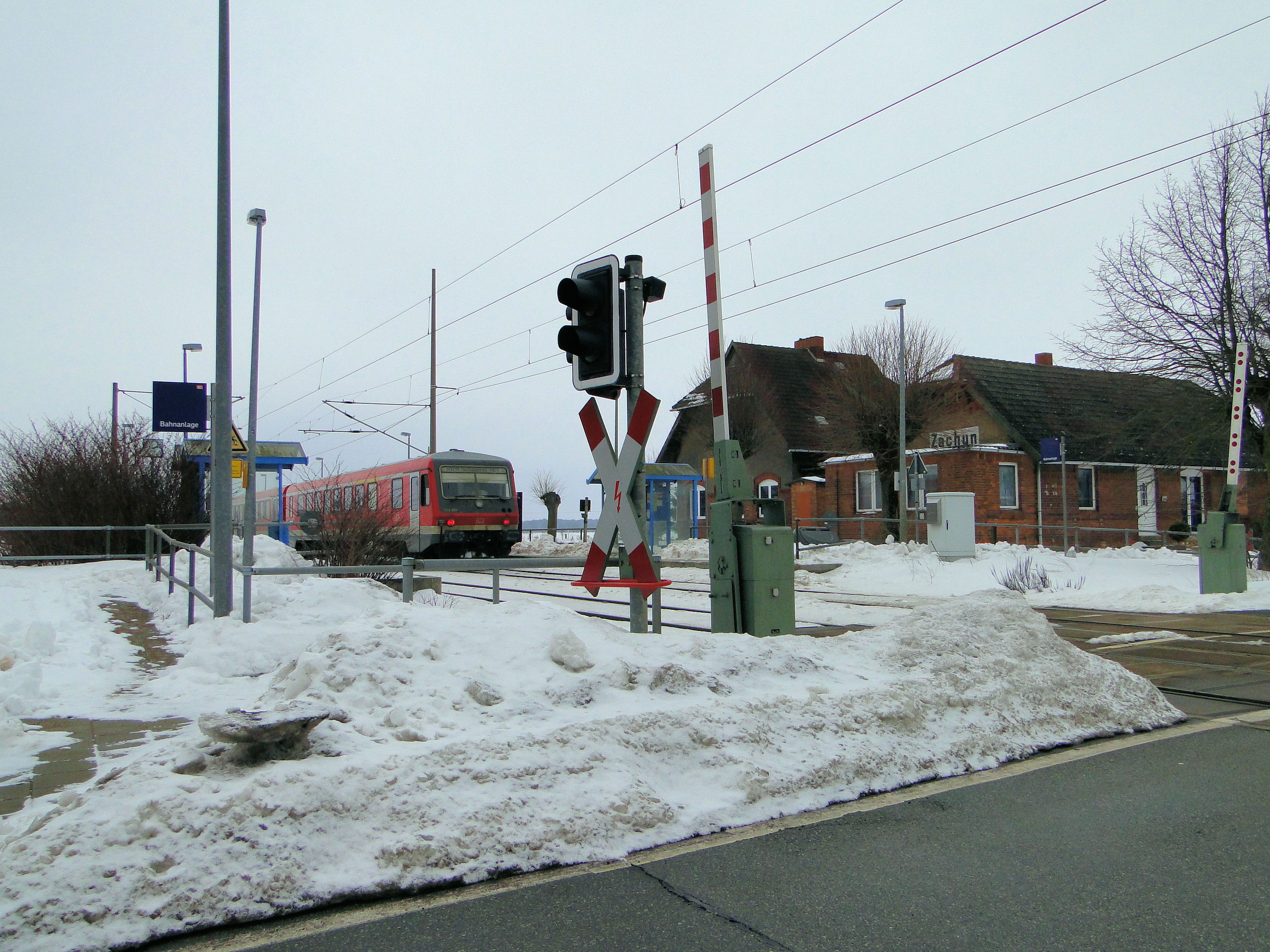